# 三国志13
《三國志13》是光榮特庫摩遊戲開發並於2016年1月發行的三國題材战略游戏，對應PlayStation 3、PlayStation 4、Windows和Xbox One平台。這是三國志系列第13款主要遊戲，為系列30周年紀念作品。

## 玩法
三国志系列游戏分“君主扮演”和“全武将扮演”两种类型，《三国志13》和《三国志VII》等前作相同，属于以武将视角活动的“全武将扮演”类型，而非操作君主統一中國。游戏有“英杰传”和“本篇”两种游戏模式。英杰传是本作原创模式，由一系列《三国演义》改编关卡组成，各关卡设有相应目标，玩家可藉该模式熟悉系统。本篇即游戏主要模式，玩家可选择不同剧本游玩，剧本按设定史实和虚构两类。玩家从剧本登场武将中选择其一扮演，帮助所属势力统一天下。若主角角色死亡且未选继承武将、或非玩家势力统一天下，则游戏即告失败。武将分君主和非君主两类，玩家皆可扮演。君主是势力统治者，非君主角色则分为都督、太守、重臣、一般武将，以及不属于任何势力的在野武将。都督统治多个都市，太守统治一个都市，君主、都督和太守可以任命重臣提案任务。非君主武将分为9个品级，武将要做任务累计功绩升品，达到一定品级才能任命。本作採用新系統“命令信”下达任务，給武將指派任務要消耗一個命令信。君主和任命武将有至多两封任务信，但势力可多任命武将增加任务信。一般武将只能给自己的任务提案、接受上级命令的任务，玩家角色可在提升階級時獲得一次特權。
游戏任务主要通过战略界面进行。战略界面为一体化可缩放3D中国地图，地图除山川河流等地形外，还显示都市、关卡、集落、都市连接道路，以及各势力军势和玩家标志。对都市持续放大可进入都市地图，都市地图显示都市轮廓图，且玩家可进入的场所会用图标标识，如玩家做弓兵训练任务时，相应都市地图会显示兵营图示。任务分多種類型，包括发展内政、強化军事、探索登用武将、怀柔部落、与其他势力交涉等。都市将内政和军事发展到一定程度时可获得新能力。怀柔部落是说服都市临近集落，使之他们归属自己势力，为都市提供额外收入。外交则可同其他势力结盟或停战。武将若相关能力值高或拥有对应特技，则任务执行效果會更好。势力或都市可发起評定决定发展方向。玩家执行任务或在地图移动时，游戏时间会以天为单位流逝。
势力可同時從多個都市派军势出征。每个军势有若干部队，部队有1名主将和至多2名副将，其能力主要取决于主将，以及主將和副將之間的是否締結羈絆，以及主副之間特技互補，能力輔助等。出兵要配給兵粮，部队會每天消耗兵粮，當兵粮耗盡时部隊士气和兵力会快速下降。兩隻军势在战略地图接触時会進入戰鬥，玩家在军势时可选择切入指挥界面；如果玩家不切入或不在军势中，两军会在战略地图自动交戰，直到到一方沒有兵力。指挥界面为为3D画面，以即时策略模式进行，玩家依身份指挥己方部分或全部部队。战斗按军势接触地点，分为野战、攻城战、水战三类。野战和攻城战中，双方布有本营和阵，攻破对方本阵或全灭对方部队的一方为胜。攻城战中守方有坚固的城墙保护本阵，攻方可以用兵器加快攻城，或将守城方引诱出城。水战不设本营故只有全灭敌军一种胜利方式。部队士气是左右战局的重要战斗因素，部队士气过低时攻防能力大幅下降，极高时威力则会提升。部队士气交战时会缓慢降低，出现不利局面——如遭夹击、有己方部队溃败、阵被占领等——则会大幅下降。部队可消耗全势力共用的指挥量发动战法，如发动增益效果、恢复士气、施放火计等。指挥量会随时间增加，同时阵可加快回复速度。交战过程中可以有援军加入战场。
武将人际是本作的一大要素，可通过“相关图”显示——所查看武将显示在中心，关系紧密的武将围绕在中心武将周围。武将交情通过亲密感和“绊”表示。玩家可通过宴会、赠送物品、协助任务等方式提升亲密度。玩家和武将亲密感达到一定程度时，武将会向玩家提出请求，玩家完成委托后双方即可缔结“绊”。结绊角色在内政或战斗时会有加成效果。绊分5级，一般角色可以强化到4级，最高级只能在特定武将间产生，例如刘备和关羽、张飞。有时其他武将会对玩家产生感情状态，此时玩家可以向该角色师事，提升能力或习得战法。

## 开发与发行

### 制作
《三国志13》由光荣特库摩游戏开发并发行。遊戲製作人為鈴木亮浩，他因喜愛系列特别是《三國志II》而進入光榮公司。铃木主要制作真·三國無雙等動作遊戲，他此次制作《三国志13》也是因为无双系列的成就。這是他首次參與三國志制作，因此非常有干劲。光榮特庫摩會長、系列創始人襟川陽一担任制作总监，並于製作前期就大方向提出意見。利川哲章担任游戏总监。
和光荣另一战略游戏《信长之野望》不同，初代《三国志》设计时着重武将个人活动。《三国志13》决定回归原点，以“这才是三国志，百花缭乱的英雄剧”概念的开发，力图展示三国武将个性。游戏因此回归《三国志X》的“全武将扮演”模式，把武将当作游戏重心。制作人员认为之前武将扮演作品中，用纯粹“名声”参数表示“武将出世与成长”很单调，便引入相关图和存在感系统。相关图以视觉方式体现武将人际关系，武将「存在感」越高，在相关图的頭像越大。遊戲设置了設置了角色價值觀，如司马昭愛才但輕義理，武将價值觀相同更容易交往。角色還有隱藏屬性，如劉表依照史實性格设定，做君主時手握重兵卻不好進攻。本作游戏武将為系列之最700人，新收錄人物以正史《三国志》和《三国演义》为主，兼收其他作品登场角色。
游戏目標為系列“集大成”之作，开发初期参考了前作收到的意见。游戏结合了《三国志11》和《三国志12》的系统，其中指揮介面在《三國志12》基礎上加入部分攻城要素和水戰。尽管游戏和前作有相似之处，但铃木希望游戏能让玩家感到新鲜感，而非感到像是“某一代的加強”。遊戲借鉴赤壁之戰小势力外交的重要性，优化了外交系统：前作外交需要給对方好處才能成功，本作可以舌戰說服對方武將，使其幫忙說話提升成功率。士气和攻城要素则借鉴赤壁之战和史实官渡之战。《三国志12》只能笼统指定交给电脑控制的都市，本作开发者设计了任命和评定系统，玩家可详细指示都市发展方向，防止电脑未经指示做出行动。《三国志13》新增了英杰传模式，开发者希望玩家能从头开始，以不同身份体验三国志故事，并让新玩家借机熟悉系统。
“人间剧情”“壮观”“临场感”是本作三個制作關鍵詞。遊戲為體現壯觀和临场感，採用3D畫面顯示戰鬥和戰略地圖：戰略地圖採用一體化方式，縮放切換世界地圖和都市內部畫面；指挥界面加入了放火等要素。遊戲因對應新世代主機，畫面較前作大幅提升。铃木表示三国志和真·三國無雙风格不同，改作不会「優待」真·三國無雙登場武将，给他们特殊插画風格和能力。《三国志13》封面由《信长之野望·创造》封面画师Pablo Uchida作画。游戏音乐由大塚正子谱写，她采用自己擅长的管弦乐作曲。主题歌暨片尾曲为吉川晃司的《Dance To The Future》，这是系列首都采用主题曲，故公司邀请了熟悉中国古代史的吉川晃司。歌曲在游戏发行日上架RecoChoku和iTunes商店，唱片套为《三国志13》武将形象的吉川晃司。遊戲主要應日本玩家要求加入中文配音，中文配音在中國大陸錄製。
为使更多的用户玩到游戏，开发人员尽力降低了电脑配置需求。遊戲不支援Mac和過時的Windows XP作業系統，此外遊戲畫面對配置有所要求，故未如《三國志12》那樣为平板设计触控操作。

### 发行
《三国志13》于2013年5月19日系列30周年紀念發表會上公布，预定在系列30周年纪念日2015年12月10日发行，对应PlayStation 4、PlayStation 3和Windows平台。公司在9月中旬東京電玩展期间播放首個預告片，并宣布遊戲將和日版同步推出中文版，並還登陆Xbox One平台。电玩展仅展示游戏演示，但其本体已基本完成，但公司为调整AI平衡，2015年10月底宣布游戏推迟到2016年1月28发行。游戏完成发表会在2015年1月21日召开，次日游戏性能测试软件发布，该软件可以测试战斗、地图、影片是等画面的速度。台湾微软在游戏上市当日举办了記者會，铃木亮浩出席并现场演示中文Xbox One版游戏。光荣特库摩2016年4月宣布，将于7月上旬在欧美推出PlayStation 4和Windows版游戏。索尼互动娱乐中国大陆负责人添田武人2016年春节前发布微博，预示PlayStation 4版将在中国大陆推出。
作為系列30周年紀念的一環，《三國志13》舉辦了多場联动活動。神戶市於2012年10月舉辦「第9回三國志祭」，展示了歷代系列關鍵視覺設計，並播放了《三國志13》預告片。該市接著又開設了為期數月的《三國演義》主題展覽館「神戶三國志花園」，其中展出包括了13×2.5米的大型《三國演義》立體佈景。光荣特库摩和名誉会长襟川惠子出生地横滨市合作，在各市营地铁站摆放《三国志13》武将形象的交通宣传海报。此外交通局还举办了联动活动，用户将9个地铁站摆放的活动武将海报扫码后，可以享受指定店铺和景点的优惠。光荣特库摩也和神奈川縣港北警察署合作，制作了治安宣传海报。光荣特库摩还同春秋航空日本合作，2016年2月間以《三国志13》风格装饰成田－武汉国际航线，其中武汉为三国最大战役战场赤壁的门户。《三国志13》與多款作品聯合企劃，收錄這些作品的特別武將，包括横山光辉漫画《三国志》、中国大陆电视剧《三国》，以及荒川弘漫画《三国志魂》；此外主題歌演唱者吉川晃司也有特別武將。
游戏除本体外，还有“30周年纪念Treasure Box”和“GameCity限量套装”两个版本：Treasure Box版另含攻略本、画册、两张原声CD、主题文件夹和桌历；GameCity限量套装仅限日本发售，除前述内容外，还有人偶师川本喜八郎制作的26厘米高诸葛亮人偶。首批游戏收录额外剧本，Windows版还有初代《三国志》游戏。台湾还推出捆绑《三国志13》的游戏主题Xbox One。还有光荣特库摩在日本推出诸多周边产品。《三国志13》售出次日推出了两卷攻略本，上卷内容以系统和武将资料为主，下卷介绍政略、战斗等高阶技巧。公司在3月31日又限量销售480页的游戏武将插画集。系列30周年音乐会于2016年4月16日在神奈川县举办，由山下康介指挥、神奈川县爱乐管弦乐团演奏；音乐会演出了《三国志13》的乐曲，制作人铃木亮浩、总监利川哲章和作曲大塚正子亦有出席。

### 威力加强版
根據官方網站出料，增加了100位武將（pk前是700位），還增加了威名（可以自己選擇身份，身份有俠客，軍師，商人，將軍...等等），據點（根據地相當於玩家武將的家，與成為同志的武將及配偶共同在此生活。據點將隨武將威名與身分變化外觀。）新增兵科象兵，要佔據部落方能使用....自由度更高。原預定於2016年12月22日發行，後延期至2017年2月16日發售。《威力加強版》預定登陸任天堂Switch遊戲機。

## 評價與影響
按MediaCreate的统计，日本主机實體版首周销量3.3万，其中PlayStation 4版1.90万，PlayStation 3版1.39万。MediaCreate统计的PlayStation 4和PlayStation 3总销量分别超过2.66万和1.9万；Fami通的统计数据则略高，分别为2.98万和2.51万。日本PlayStation 4下載版發行當周下載量排名第二，次於同週發行的《勇者鬥惡龍 創世小玩家》，次週下載排名降至第9。
《Fami通》为游戏机版本打出36/40的高分。《游戏机实用技术》为游戏机版本打出24/30分，称赞游戏画面和人设、简化的内政系统，但认为系统过于繁琐，同时任务信系统制约了玩家自由。
儘管部份玩家覺得七、八、十代與本作的「立志傳」式玩法並不理想(彌補之道是選擇君主人物來投入遊戲)，但此作回歸了經典的《三國志IX》半即時制，且參酌了同期《信長之野望》近作，奠下能於全地圖越境總動員的三國系列創舉(如關羽一攻襄樊便真的會牽動全局)，讓戰略模式較各代更為寫實，獲得許多玩家的肯定。此作也成為日後2019年由光榮監修、授權中國網易(暨台港澳星馬的青鳥互娛)推出之《三國志戰略版》手機遊戲的核心架構，人物繪像甚至是直接移植(其他基礎則揉合仿效微軟《世紀帝國》架構的《率土之濱》)。

## 外部連結
- 官方网站：日本、台灣、北美
- 威力加強版官方网站：日本、臺灣